# Branná (Malšín)
Branná (německy Pramles) je zaniklá osada v okrese Český Krumlov v Jihočeském kraji. Nachází se na pravém břehu Všímarského potoka poblíž jeho soutoku s Vltavou, na jižním okraji Nahořan v katastrálním území Běleň, které je součástí obce Malšín.

## Název
Název vesnice je pravděpodobně přejat z názvu potoka, který byl odvozen z podstatného jména braně, tj. zařízení bránícího pohybu ryb. V historických pramenech se název vsi objevuje ve tvarech: Brana (1379), Pramlens (okolo roku 1500), Branna a Pramblens (1541), Pramblas (1589), Prämblas (1598), Prämlas (1654), Pramles (1720), Pramles a Prambles (1789) nebo Pramles a Bramles (1841).

## Historie
První písemná zmínka o vesnici pochází z roku 1379.

## Obyvatelstvo
|           | 1869 | 1880 | 1890 | 1900 | 1910 | 1921 | 1930 | 1950 |
| --------- | ---- | ---- | ---- | ---- | ---- | ---- | ---- | ---- |
| Obyvatelé | 35   | 35   | 26   | 38   | 37   | 35   | 42   | 15   |
| Domy      | 7    | 5    | 5    | 5    | 5    | 6    | 7    | 5    |

## Obecní správa
Vesnice stávala v katastrálním území Běleň, které bylo roku 1953 připojeno k obci Malšín. Při sčítání lidu v letech 1869–1930 (s výjimkou sčítání roku 1880, kdy nebyla jako osada vůbec uvedena) byla Branná osadou obce Běleň v okrese Kaplice. Roku 1950 byla uveden jako osada obce Ostrov a v dalších letech jako místní část zanikla.